# Física estadística
física estadística es una rama de la física que evolucionó a partir de una base de la mecánica estadística, que utiliza métodos de la teoría de probabilidad y la estadística, y en particular las herramientas matemáticas, para tratar con grandes poblaciones y aproximaciones, y resolver problemas físicos. Su aplicación permite describir una amplia variedad de problemas con una naturaleza inherentemente estocástica en diversas áreas, pero principalmente en el área de la física. Así, se incluyen muchos problemas en los campos de la física, la biología, la química, la neurociencia, entre otras ramas de la ciencia y el conocimiento. Su objetivo principal es aclarar las propiedades de la materia en conjunto, en términos de la experimentación y las leyes físicas que rigen el movimiento atómico.
La mecánica estadística desarrolla los resultados fenomenológicos de la termodinámica a partir de un examen probabilístico de los sistemas microscópicos subyacentes. Una de las primeras áreas de la física donde, históricamente, se aplicaron métodos estadísticos, fue el campo de la mecánica clásica, que se ocupa del movimiento de partículas u objetos cuando se someten a una fuerza.

## Alcance
La física estadística explica y describe cuantitativamente la superconductividad, la superfluidez, la turbulencia, los fenómenos colectivos en sólidos y plasma, y las características estructurales de los líquidos. Subyace en la astrofísica moderna. En la física del estado sólido, la física estadística ayuda al estudio de los cristales líquidos, las transiciones de fase y los fenómenos críticos. Muchos estudios experimentales de la materia se basan enteramente en la descripción estadística de un sistema. Estos incluyen la dispersión de neutrones fríos, rayos X, luz visible y más. La física estadística también desempeña un papel en la ciencia de los materiales, la física nuclear, la astrofísica, la química, la biología y la medicina (por ejemplo, el estudio de la propagación de enfermedades infecciosas o epidemiología).

## Mecánica estadística
La mecánica estadística proporciona un marco para relacionar las propiedades microscópicas de átomos y moléculas individuales con las propiedades macroscópicas de los materiales que se pueden observar en la vida cotidiana, por lo que explica la termodinámica como un resultado natural de la estadística, la mecánica clásica y la mecánica cuántica a nivel microscópico. Debido a esta historia, la física estadística a menudo se considera sinónimo de mecánica estadística o termodinámica estadística.
Los inicios de la física estadística y la termodinámica pueden trazarse hasta los avances introducidos por Carnot (Lazare) durante la revolución industrial, aunque estos avances eran aplicaciones con uso directo en la producción de energía. Los avances y aplicaciones de la física estadística en la física se asocian principalmente a Maxwell, Boltzmann y Gibbs. Del trabajo de Maxwell sobre distribución en gases ideales,y las aportaciones de Boltzmann, se obtuvo la distribución de Maxwell-Boltzmann. Por su parte, Gibbs ayudó al desarrollo del concepto de entropíay el uso de la estadística aplicada a la termodinámica, así como la creación del término de mecánica estadística.
Una de las ecuaciones más importantes de la mecánica estadística (similar a {\displaystyle F=ma} en la mecánica newtoniana, o la ecuación de Schrödinger en la mecánica cuántica) es la definición de la función de partición {\displaystyle Z}, que es esencialmente una suma ponderada de todos los estados posibles {\displaystyle q} disponibles para un sistema.
{\displaystyle Z=\sum _{q}\mathrm {e} ^{-{\frac {E(q)}{k_{B}T}}}}
donde {\displaystyle k_{B}} es la constante de Boltzmann, {\displaystyle T} es la temperatura y {\displaystyle E(q)} es energía de estado {\displaystyle q}. Además, la probabilidad de un estado dado, {\displaystyle q}, que ocurre está dada por:
{\displaystyle P(q)={\frac {\mathrm {e} ^{-{\frac {E(q)}{k_{B}T}}}}{Z}}}
Aquí vemos que los estados de muy alta energía tienen poca probabilidad de ocurrir, un resultado que es consistente con lo que se intuiría.
Un enfoque estadístico puede funcionar bien en sistemas clásicos cuando el número de grados de libertad (y, por lo tanto, el número de variables) es tan grande que la solución exacta no es posible o no es realmente útil. La mecánica estadística también puede describir el trabajo en dinámica no lineal, teoría del caos, física térmica, dinámica de fluidos (particularmente en números altos de Knudsen) o física de plasma.

### Mecánica estadística cuántica
La mecánica estadística cuántica es la mecánica estadística aplicada a los sistemas mecánicos cuánticos. En mecánica cuántica, un conjunto estadístico (distribución de probabilidad sobre posibles estados cuánticos) se describe mediante un operador de densidad S, que es un operador de clase de traza no negativo, autoadjunto, de la traza 1 en el espacio de Hilbert H que describe el sistema cuántico. Esto se puede mostrar bajo varios formalismos matemáticos para la mecánica cuántica. Uno de esos formalismos lo proporciona la lógica cuántica.

## Método de Montecarlo
Aunque algunos problemas de física estadística pueden resolverse analíticamente mediante aproximaciones y expansiones, la mayoría de las investigaciones actuales utilizan la gran potencia de procesamiento de las computadoras modernas para simular o aproximar soluciones. Un enfoque común para los problemas estadísticos es usar una simulación de Montecarlo para obtener información sobre las propiedades de un sistema complejo. Los métodos de Montecarlo son importantes en física computacional, química física y campos relacionados, y tienen diversas aplicaciones, incluida la física médica, donde se emplean para modelar el transporte de radiación para los cálculos de dosimetría de radiación.

## Otras lecturas
- Reif, F. (2009). Fundamentals of Statistical and Thermal Physics. Waveland Press. ISBN 978-1-4786-1005-2.
- Müller-Kirsten, Harald J.W. (2013). Basics of Statistical Physics (2nd edición). World Scientific. ISBN 978-981-4449-55-7. doi:10.1142/8709.
- Kadanoff, Leo P. «Statistical Physics and other resources». Archivado desde el original el 12 de agosto de 2021. Consultado el 30 de enero de 2022.
- Kadanoff, Leo P. (2000). Statistical Physics: Statics, Dynamics and Renormalization. World Scientific. ISBN 978-981-02-3764-6.

- Datos: Q677916
- Multimedia: Statistical mechanics / Q677916